# میتاکه، گیفو
میتاکه، گیفو (به لاتین: Mitake, Gifu) یک منطقهٔ مسکونی در ژاپن است که در استان گیفو واقع شده‌است. میتاکه  ۱۸٬۷۰۹ نفر جمعیت دارد.